# 1,2-diacilglicerol 3-glucosiltransferasi
In enzimologia, una 1,2-diacilglicerolo 3-glucosiltransferasi (EC 2.4.1.337) è un enzima che catalizza la seguente reazione chimica: 
UDP-glucosio + 1,2-diacilglicerolo {\displaystyle \rightleftharpoons } UDP + 3-D-glucosil-1,2-diacilglicerolo
Pertanto, i due substrati di questo enzima sono UDP-glucosio e 1,2-diacilglicerolo, mentre i suoi due prodotti sono UDP e 3-D-glucosil-1,2-diacilglicerolo . 
Questo enzima appartiene alla famiglia delle glicosiltransferasi, in particolare rientra in quello delle esosiltransferasi. Il nome sistematico di questa classe di enzimi è UDP-glucosio:1,2-diacilglicerolo 3-D-glucosiltransferasi. Altri nomi di uso comune includono UDP-glucosio:diacilglicerolo glucosiltransferasi, UDP-glucosio:1,2-diacilglicerolo glucosiltransferasi, uridina difosfoglucosio-diacilglicerolo glucosiltransferasi e UDP-glucosio-diacilglicerolo glucosiltransferasi. Inoltre, questo enzima partecipa al metabolismo glicerolipidico.
Esso è stato isolato dal batterio Eubacterium callanderi.